# Heggenroos
De heggenroos (Rosa corymbifera) is een struik, die behoort tot de rozenfamilie (Rosaceae). De soort staat op de Nederlandse Rode lijst van planten als een soort die in Nederland vrij zeldzaam en stabiel of toegenomen is. De soort komt van nature voor in West-Europa. Heukels' Flora van Nederland beschouwt deze soort als een synoniem voor de hondsroos. De heggenroos onderscheidt zich echter van de hondsroos door de grotere bloemen en de behaarde onderzijde van de bladeren. Het aantal chromosomen is 2n = 35.
De grote, losse, rechtopgaande struik wordt 1,5-3 m hoog en heeft meestal boogvormige, overhangende, niet beklierde takken met brede haakvormig gekromde stekels, die langer zijn dan de breedte van de basis. De van onderen behaarde, niet met klieren bezette, donkergroene, geurloze bladeren hebben een enkel gezaagde bladrand. Ze zijn oneven geveerd met vijf of zeven blaadjes. De 2-4 cm lange blaadjes zijn rond-eirond tot elliptisch met afgeronde voet en een stompe top. De onderzijde van de blaadjes is geheel of alleen op de nerven behaard. De steunblaadjes zijn smal, behaard en al dan niet beklierd. De meestal niet met klieren bezette bladsteel en bladspil zijn pluimig behaard en hebben vaak kleine stekels.
De heggenroos bloeit in juni met 4-5 cm grote, bleekroze tot witte bloemen, die met één tot drie bij elkaar zitten. De 0,3-2 cm lange bloemsteel is meestal onbehaard en meestal niet met klieren bezet. De behaarde, niet beklierde of aan de rand beklierde kelkbladen zijn na de bloei teruggeslagen en vallen vroeg af. De al dan niet behaarde stijlen staan vrij.
De meestal niet met klieren bezette rozenbottel is 1-2,5 cm lang, 1-1,8 cm breed, elliptisch en oranjerood. De rozenbottel is een vlezige bloembodem met daarin de nootjesachtige vruchten. De meestal niet beklierde, 0,5-2 cm lange rozenbottelsteel is al dan niet behaard. Het stijlkanaal is 0,4-0,9 mm groot. 

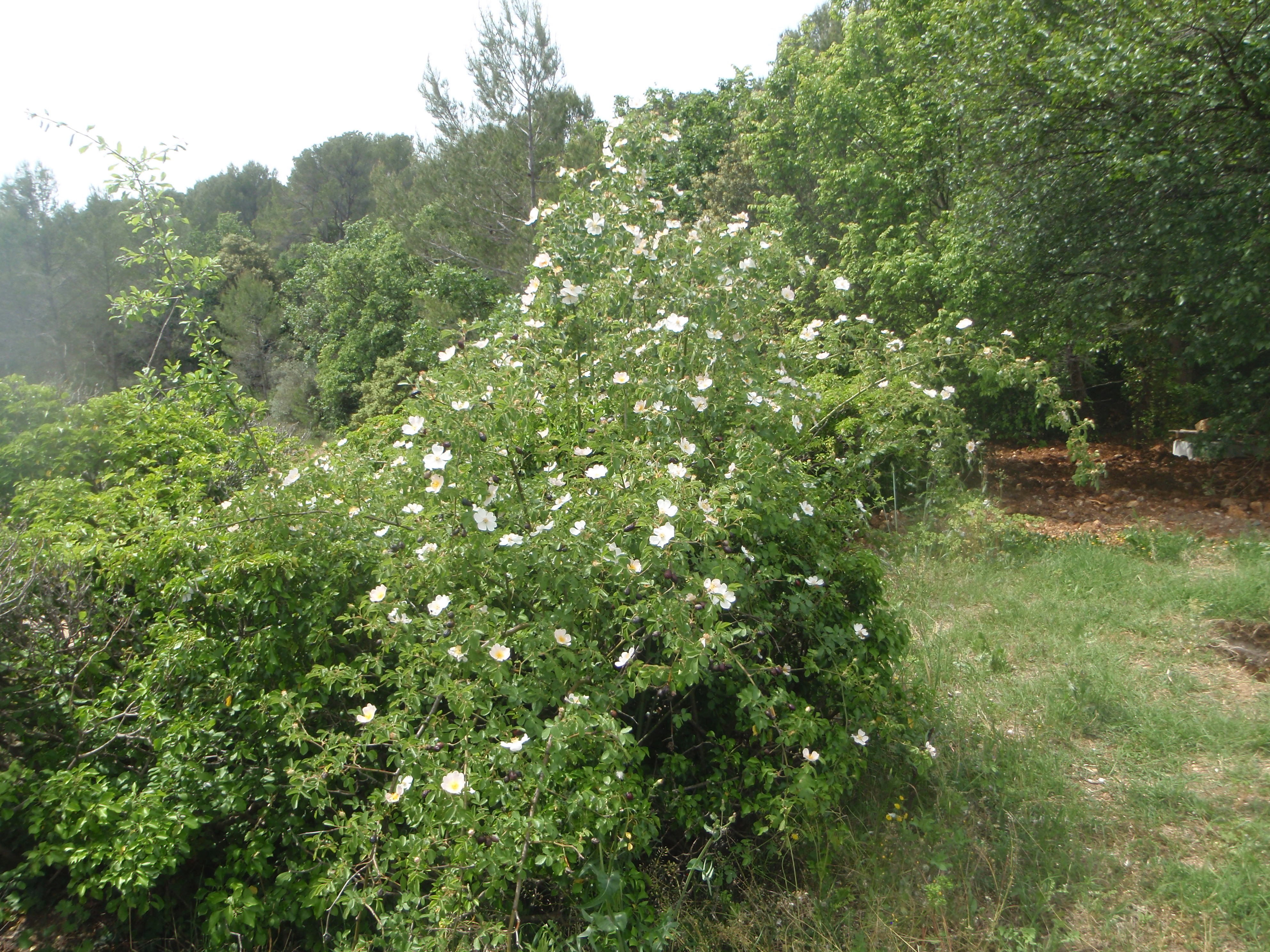
Struik
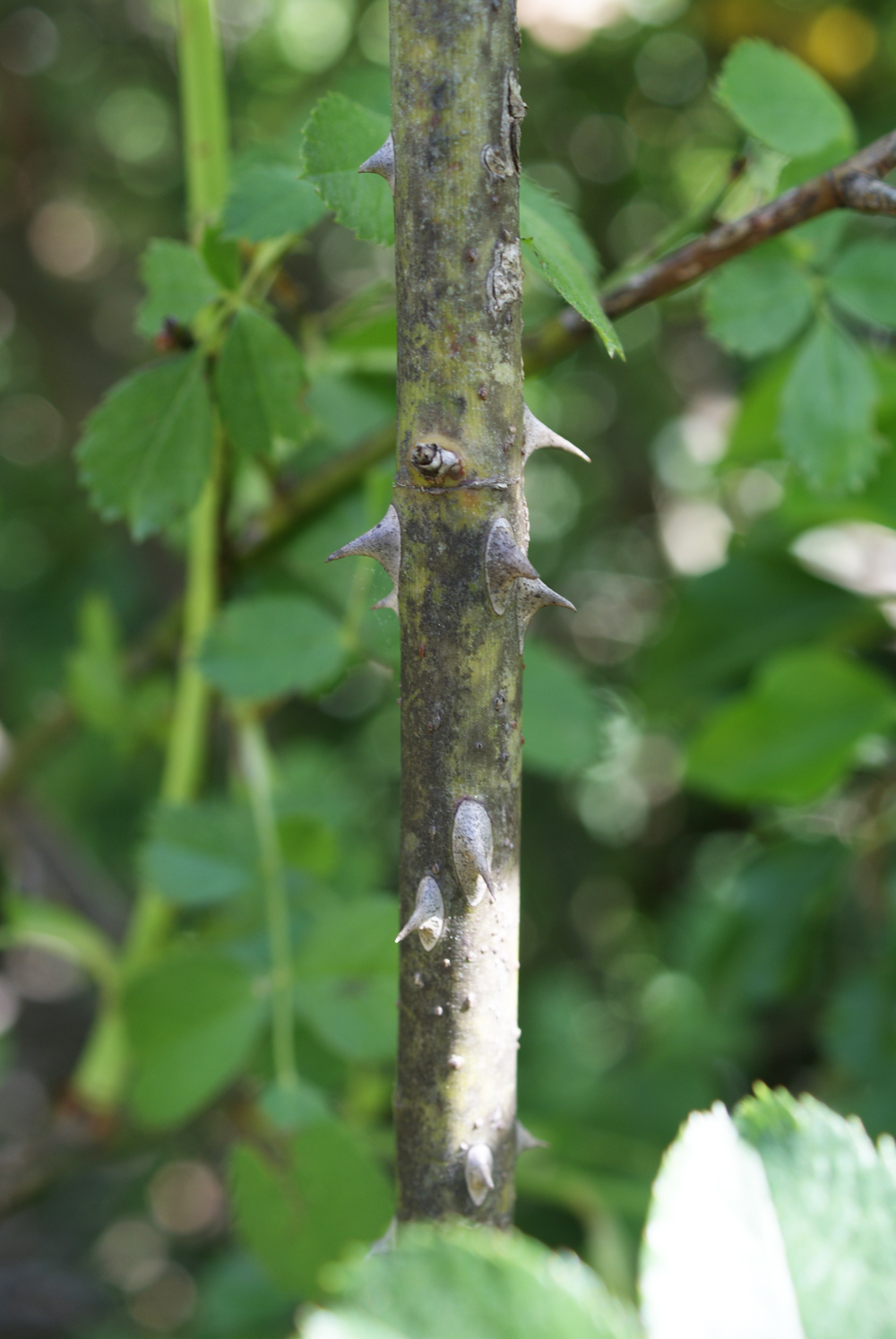
Tak met stekels
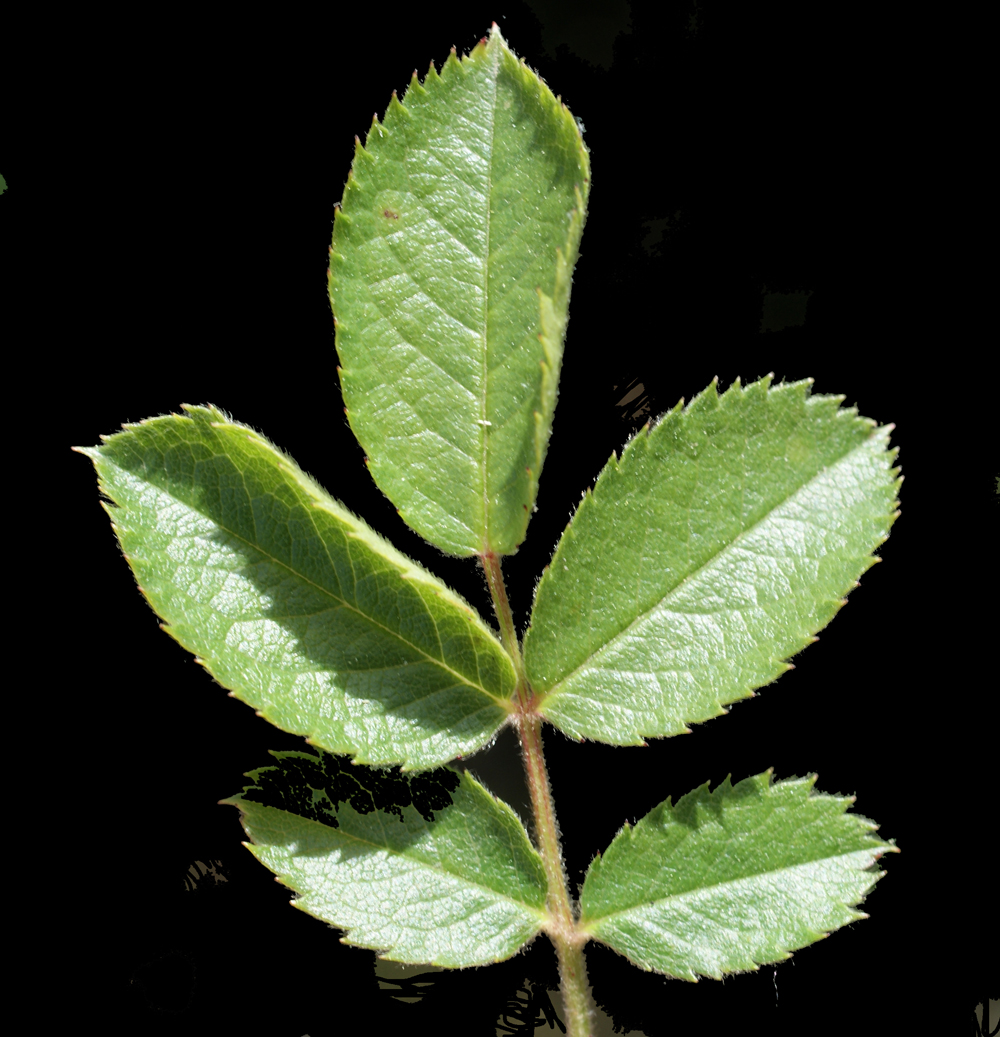
Voorzijde blad
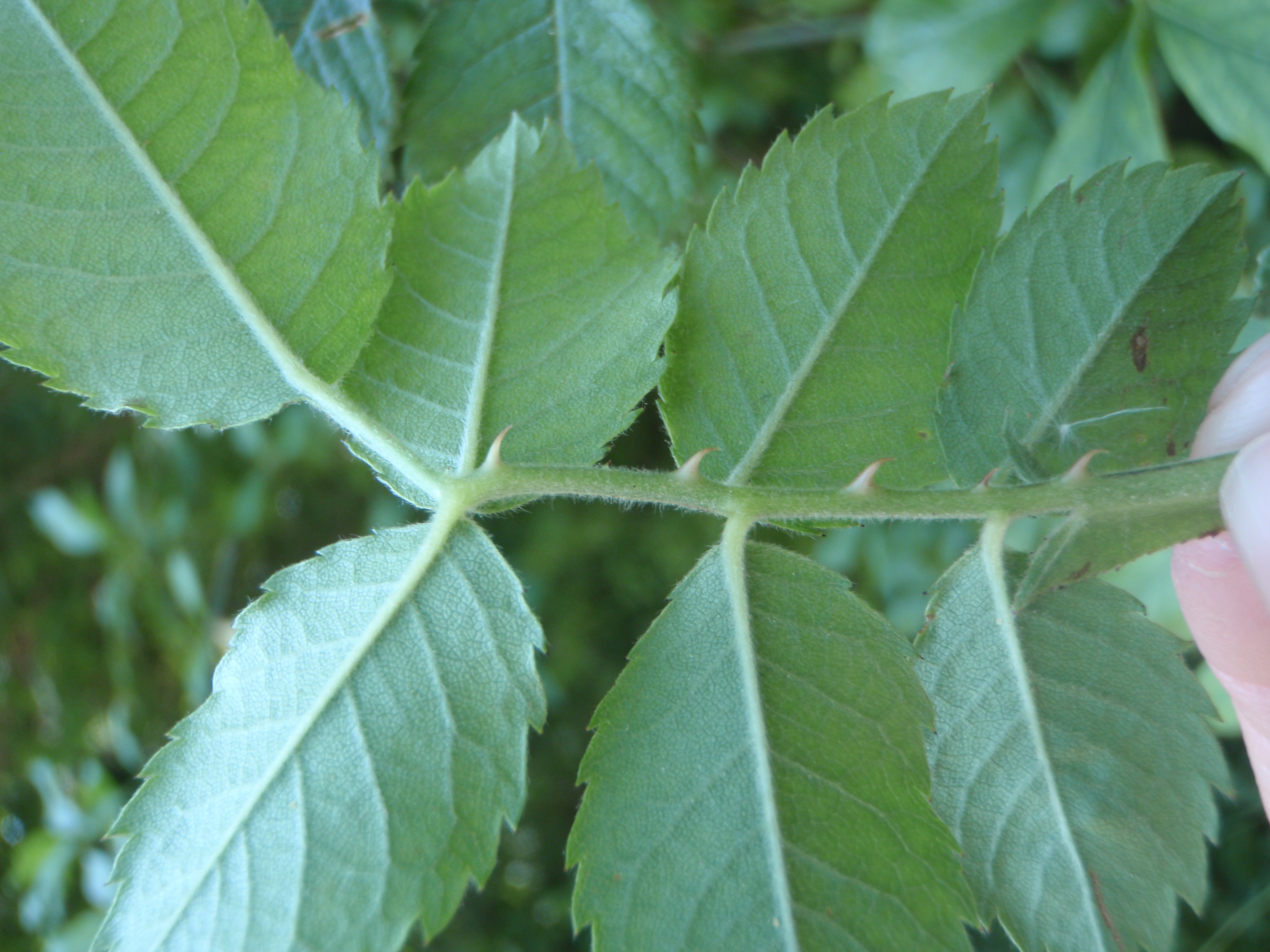
Achterzijde blad
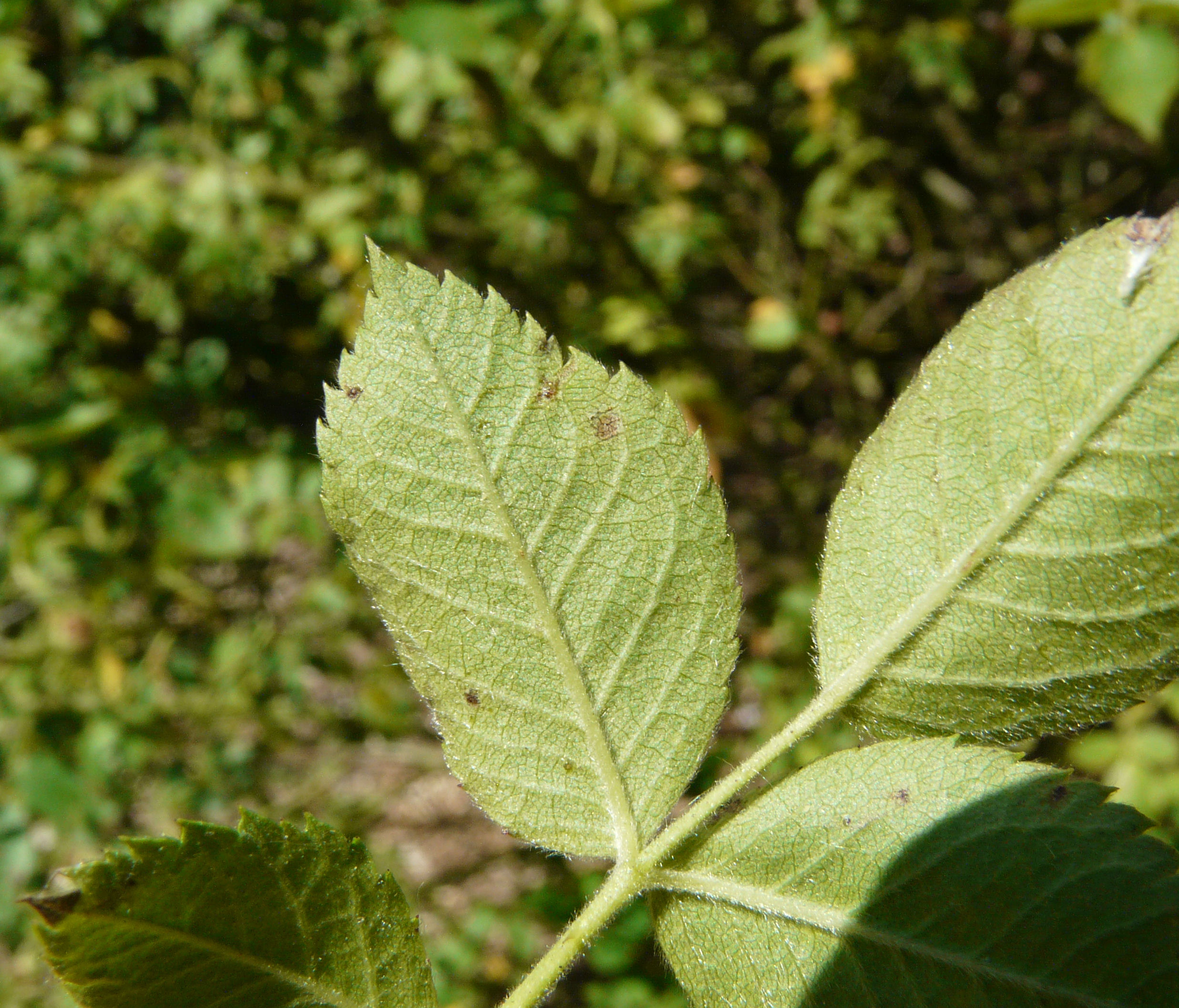
Achterzijde blaadje
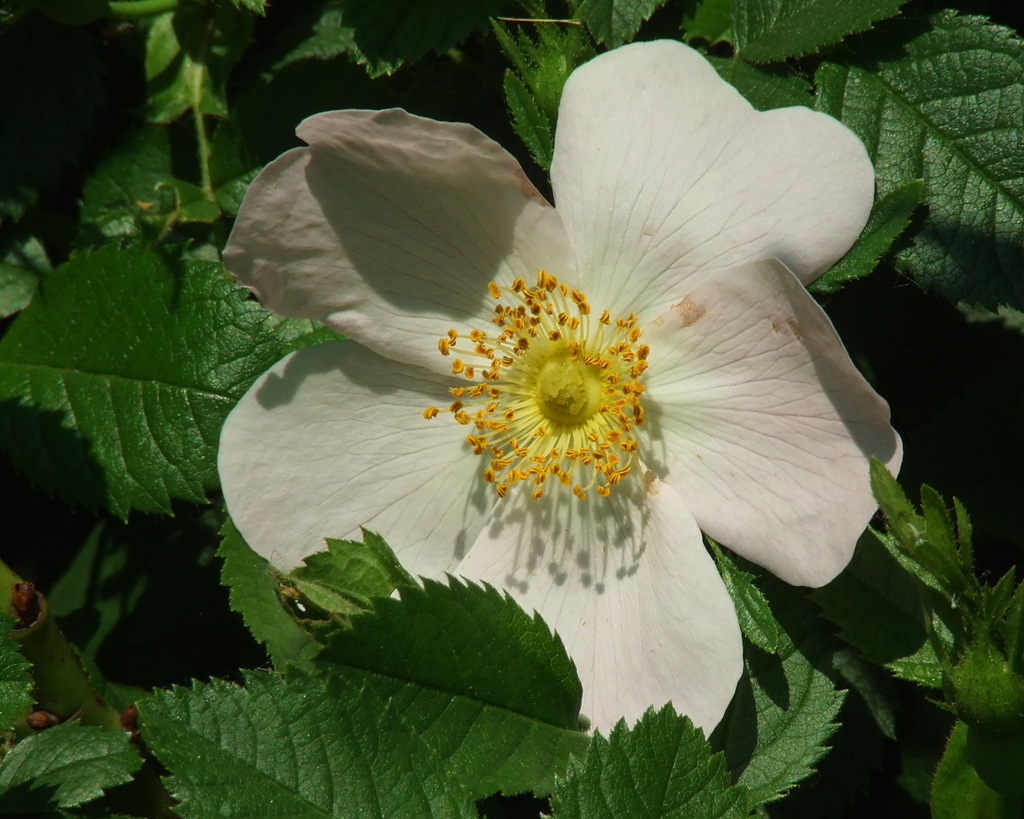
Bloem
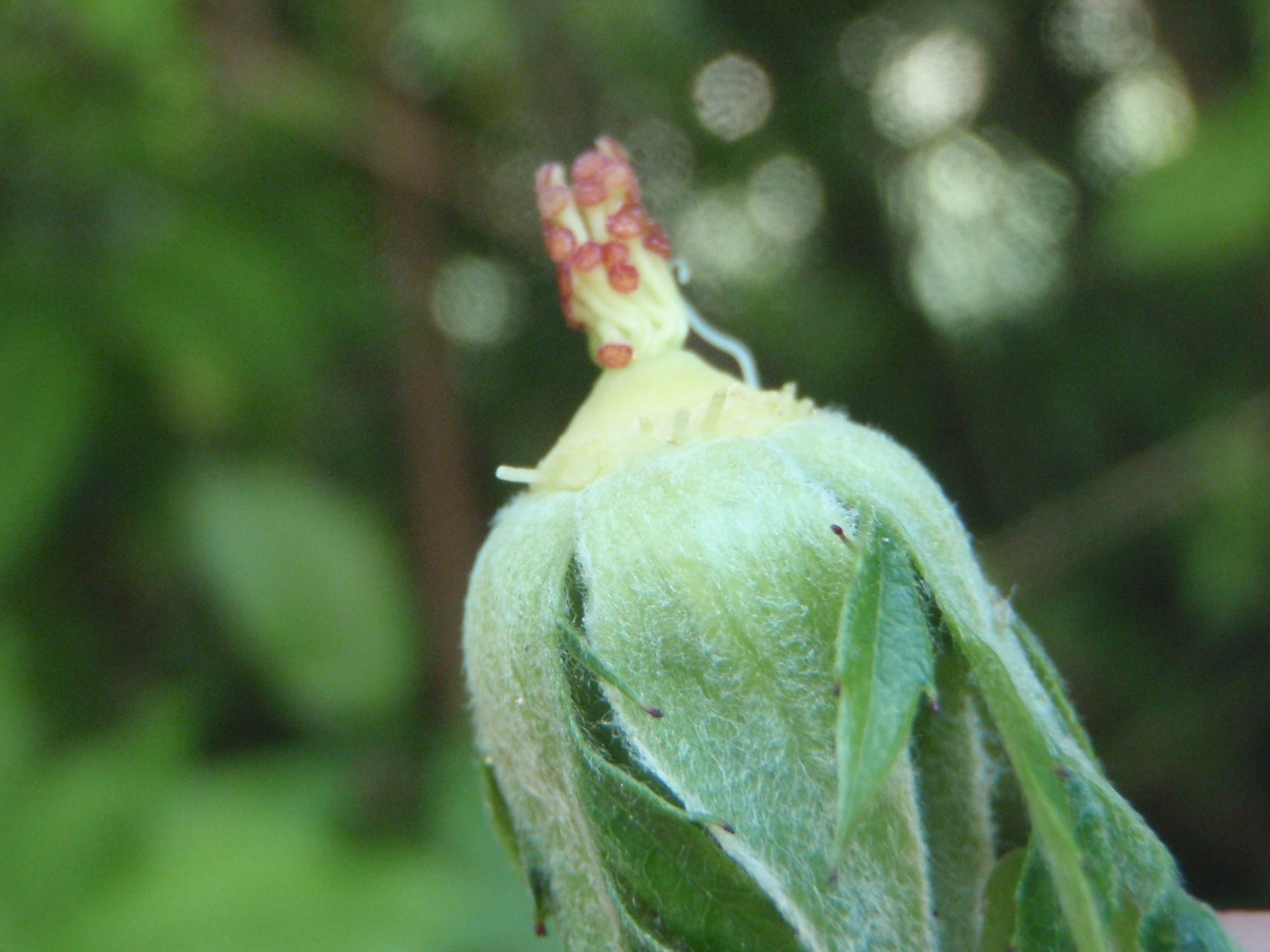
Kelk
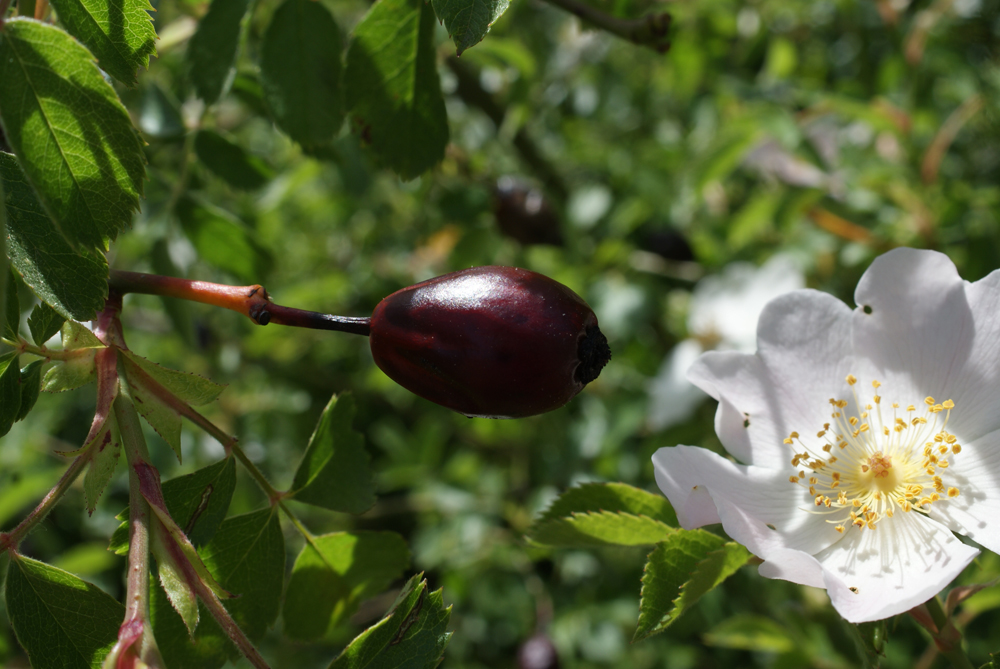
Rozenbottel

## Voorkomen
De heggenroos komt voor op droge, meestal kalkhoudende grond in duinen, bosranden, hagen en struwelen. De heggenroos is een kensoort van de doornstruwelen.

## Gebruik
De heggenroos wordt als onderstam voor de veredelde rozen gebruikt.